# Tabanus tinctothorax
Tabanus tinctothorax är en tvåvingeart som beskrevs av Ricardo 1911. Tabanus tinctothorax ingår i släktet Tabanus och familjen bromsar. Inga underarter finns listade i Catalogue of Life.